# El Redomón
El Redomón es una localidad y centro rural de población con junta de gobierno de 4ª categoría de los distritos Moreira y Suburbios del departamento Concordia en la provincia de Entre Ríos, República Argentina. La localidad se formó en torno a la estación —hoy en desuso— del mismo nombre en el ramal Concordia - Federal del Ferrocarril General Urquiza. La localidad de Los Charrúas es el centro urbano más cercano.
La población de la jurisdicción de la junta de gobierno era de 590 personas según el censo de octubre de 2010, de los cuales 314 eran varones.
La población de la localidad, es decir sin considerar el área rural, era de 31 personas en 2001, no siendo considerada localidad en el censo de 1991. La población de la jurisdicción de la junta de gobierno era de 31 habitantes en 2001, (el INDEC no consideró el área rural porque la jurisdicción fue establecida al año siguiente).

## Historia
Siglos antes del periodo colonial, en el siglo XVII, fue poblada por los indios charrúas, primitivos habitantes de esta zona entre 1706 y 1749: los guenoas, en 1716 y los yaros en año 1700. 
La población está compuesta por criollos, descendiente de alemanes del Volga, alemanes de otras procedencias, austríacos, etc. Habitantes de costumbres arraigadas, dieron en llamar a la zona, “El Redomón” que significa caballo sin domar. 
El centro rural de población fue creado por decreto 2304/1990 MGJE del 6 de junio de 1990 y su primera junta de gobierno fue designada por decreto 2999/1990 MGJOSP del 17 de julio de 1990. Su segunda junta de gobierno fue designada por decreto 976/1993 MGJE del 24 de marzo de 1993. La tercera por decreto 974/1995 MGJE del 8 de marzo de 1995 (1 presidente, 4 vocales titulares, y 2 vocales suplentes). La cuarta por decreto 3194/1996 MGJE del 30 de agosto de 1996. La quinta por decreto 2572/2000 MGJE del 12 de junio de 2000. La sexta por decreto 1948/2004 MGJEOYSP del 10 de mayo de 2004. La séptima por decreto 568/2006 MGJEOYSP del 27 de febrero de 2006.
Como el territorio jurisdiccional de El Redomón no se corresponde con un circuito electoral, la junta de gobierno no pudo ser elegida en las elecciones del 18 de marzo de 2007 como ocurrió con otras juntas de gobierno de la provincia tras la reforma de la ley N.º 7555, por lo que debió ser designada por decreto 802/2008 MGJEOYSP del 8 de febrero de 2008. La primera junta de gobierno electiva (1 presidente, 5 vocales titulares, y 3 vocales suplentes) fue elegida en las elecciones del 23 de octubre de 2011 para lo cual se utilizó todo el circuito electoral 244-Moreyra, mientras que el sector de la jurisdicción de El Redomón que pertenece al circuito electoral 239-Loma Negra votó para elegir integrantes de la junta de gobierno de Colonia San Justo.
Los límites jurisdiccionales fueron establecidos por decreto 1182/2002 MGJ del 8 de abril de 2002, incluyendo todo el distrito Moreira y una parte del Suburbios. Los límites se apoyan en el río Gualeguay, la cañada Bermúdez, y los arroyos Gualeguaycito, Moreira, Moreirita, y a Báez. Al noreste y norte limita con el departamento Federación, al oeste y sudoeste con el departamento Federal, al sudeste con el ejido municipal de Los Charrúas y con la junta de gobierno de Colonia San Justo, y al sur con un área no organizada.